# Sarah Kemble Knight
Sarah Kemble Knight (ur. 19 kwietnia 1666 w Bostonie, zm. 25 września 1727) – pamiętnikarka i nauczycielka. Otworzyła szkołę w Bostonie, do której uczęszczał m.in. Benjamin Franklin. Jej dzienniki zostały po raz pierwszy opublikowane w 1825. Są uważane za ważne źródło historyczne opisujące życie w koloniach brytyjskich na terenie obecnych Stanów Zjednoczonych.